# Sveriges ambassad i Astana
Sveriges ambassad i Astana är Sveriges diplomatiska beskickning i Kazakstan som är belägen i landets huvudstad Astana. Beskickningen består av en ambassad, en ambassadör utsänd av Utrikesdepartementet (UD) och en lokalanställd. Ambassadör sedan 2022 är Ewa Polano.

## Historia
Den 9 september 2010 beslutade regeringen att öppna en ambassad i Astana, Kazakstan under hösten 2010. Anledningen till upprättandet av en ambassad var att Kazakstan var det ledande landet bland de fem centralasiatiska republikerna. Med en utsänd person i Kazakstans huvudstad skulle Sveriges möjligheter öka att nära följa den politiska, ekonomiska och sociala utvecklingen i landet. Ambassaden är en "miniambassad" med, till en början, en utsänd chargé d'affaires som delar lokaler med Norge och Finlands personal. Ingen migrationsverksamhet bedrivs och ordinarie pass utfärdas inte. Den svenska honorärkonsulatet i Almaty sköter den konsulära verksamheten.

## Beskickningschefer
| Namn             | Period    | Funktion          | Anmärkning            |
| ---------------- | --------- | ----------------- | --------------------- |
| Hans Olsson      | 2004–2010 | Ambassadör        | Placerad i Stockholm. |
| Manne Wängborg   | 2011–2012 | Chargé d'affaires |                       |
| Manne Wängborg   | 2012–2014 | Ambassadör        |                       |
| Christian Kamill | 2014–2017 | Ambassadör        |                       |
| Mats Foyer       | 2017–2022 | Ambassadör        |                       |
| Ewa Polano       | 2022–     | Ambassadör        |                       |